# 索托恩卡梅罗斯
索托恩卡梅罗斯，是西班牙拉里奥哈自治区的一个市镇。总面积49平方公里，总人口152人（2001年），人口密度3人/平方公里。